# 대전대신중학교
대전대신중학교(大田大新中學校)는 대한민국 대전광역시 서구 복수동에 있는 사립 중학교이다.

## 학교 연혁
- 1967년 8월 : 학교법인 설립 추진위원회 구성(추진위원장 이기억. 위원 김진수, 이기룡, 남기항, 강선호, 이기웅, 이형재)
- 1967년 10월 28일 : 학교법인 대전대신학원 창립총회(이사장 이기억. 이사 김진수, 이기룡, 남기항, 강선호, 이기웅, 이형재)
- 1967년 12월 13일 : 학교법인 대전대신학원 설립인가
- 1968년 11월 30일 : 교사신축 준공 (1차)
- 1968년 12월 3일 : 대전대신중학교 설립인가(학년당 4학급씩 전 12학급)
- 1969년 3월 2일 : 대전대신중학교 개교 및 제1회 입학식 (초대 교장 이기룡 취임)
- 1978년 2월 28일 : 대전대신중학교 학칙변경인가 (야간특별학급 설치)
- 1978년 11월 11일 : 대전대신중학교 학칙변경인가 (학년당 8학급씩 전 24학급, 특별학급 포함 전 30학급)
- 2004년 9월 6일 : 다목적교실(백암관) 준공
- 2010년 2월 5일 : 학교법인 대전대신학원 제2대 이강년 이사장 취임
- 2015년 3월 1일 : 대전대신중학교 자유학기제 희망교실 운영
- 2020년 9월 1일 : 대전대신중학교 제12대 한대호 교장 취임
- 2024년 1월 10일 : 제53회 졸업식

## 참고 자료
- 대전대신중학교 - 한국교육학술정보원 학교알리미